# Stacie Passon
Pour les articles homonymes, voir Stacie et Passon.
Stacie Passon est une réalisatrice et scénariste américaine, née le 1er octobre 1969, Détroit (Michigan).

## Biographie
En 2013, Stacie Passon remporte le Teddy Award du jury pour son film lesbien Concussion, son premier long métrage.

## Filmographie
| année     | film                               | actrice            | scénariste | réalisatrice | productrice | notes           |
| --------- | ---------------------------------- | ------------------ | ---------- | ------------ | ----------- | --------------- |
| 2013      | Futurestates                       | la joueuse de fond |            |              | 1 épisode   | série télévisée |
| 2013      | Concussion                         |                    | Oui        | Oui          |             | long métrage    |
| 2015-2016 | Transparent                        |                    |            | 2 épisodes   |             | série télévisée |
| 2016      | Women Who Kill                     |                    |            |              | Oui         | long métrage    |
| 2017      | Strange Things Started Happening   |                    | Oui        | Oui          |             | long métrage    |
| 2017      | The Last Tycoon                    |                    |            | 1 épisode    |             | série télévisée |
| 2018      | We Have Always Lived in the Castle |                    |            | Oui          |             | long métrage    |